# Alef Manga
Alef Manga   (Santos, 29 de novembre de 1994), més conegut com a Alef Manga és un futbolista brasiler que juga de davanter, actualment defendeix el Coritiba.

## Carrera esportiva
Nascut a Santos, a l'interior de São Paulo, Alef Manga va començar a dedicar-se al futbol als cinc anys al Saldanha da Gama, club de futbol sala de la seva ciutat natal. L'any 2007, amb 12 anys, fou convidat a jugar a la secció de futbol sala del Santos FC, passant més tard a les categories de base del futbol. No obstant això, va marxar el 2011 i més tard va representar a Jabaquara i São Vicente.
Després de passar pels juvenils de São Vicente, Alef, que aleshores era conegut com a Dodô, va ser contractat pel Bandeirante de Birigui, per la temporada 2015. El seu debut professional té lloc el 16 de maig, en la derrota per 1-0 contra el VOCEM a la quarta divisió paulista. En la mateixa competició, va tornar al Jabaquara el 2016 i a l'any següent va ser fitxat per Cascavel CR del Paraná.
Alef Manga va ser el màxim golejador de la segona divisió del Campionat Paranaense per al Cascavel, i també va ser el màxim golejador de la Copa FPF de l'any, quan jugava al Maringá. Es va traslladar al FC Cascavel pel Paranaense 2018, però tornà al Maringá en préstec el 28 de març d'aquell any, on va jugar només dos partits en dos mesos per l'equip.
L'agost de 2018, Alef es va incorporar a Portugal per jugar a l'Oliveirense, a la segona divisió portuguesa, però en el partit de debut contra el Porto B, es va lesionar al turmell i el seu pas per Europa dura quatre mesos, amb tres partits jugats i torna al Brasil quan fitxa pel Coruripe per al 2019.
Per al Verdão Praiano (àlie de l'equip), va jugar 9 partits i va marcar tres gols, ajudant a l'equip a tenir un bon campionat i classificar-se per a la quarta divisió brasilera. Després és cedit a l'Asa per a la disputa de la Série D, però amb l'eliminació és destituït de l'equip i al juliol fitxa amb Portuguesa per a la disputa de la Copa paulista, i amb l'eliminació anticipada, Alef deixa l'equip sense jugant a qualsevol partit.
El 9 de desembre de 2019, Alef és cedit a l'EC Resende, per a la disputa del campionat carioca del 2020. El seu èxit destacat per al club va ser a la cinquena ronda contra el Flamengo, Alef llança des de fora de l'àrea i obre el marcador, però l'equip rubro negra gira el marcador i guanya per 3-1. Amb la finalització del contracte en la pandèmia de COVID-19, el davanter torna a Coruripe per disputar el campionat d'Alagoas.
El 24 de setembre de 2020, Alef signa amb Volta Redonda per la disputa de Tercera Divisió, com a substitut de Saulo Mineiro que va a jugar al Ceará. Al novembre, l'equip va aplicar una victòria històrica per 8-1 sobre Brusque fora de casa, i Alef va fer un hat-trick en anotar 3 de 8 gols. Les seves actuacions a tercera divisió van fer que Volta Redonda fitxa el davanter per dos anys, i per al campionat carioca de l'any següent es va convertir en màxim golejador, marcant 9 gols, un més que Gabigol amb 8, guanyant protagonisme nacional i cridant l'atenció dels grans equips.
Al maig del 2021 signa amb el Goiás per la disputa de la Sèrie B, on romandrà fins a finals d'any.
El 2022, Alef és fitxat pel Coritiba, on es converteix en un dels principals jugadors de l'equip, amb els seus gols.

## Estadístiques

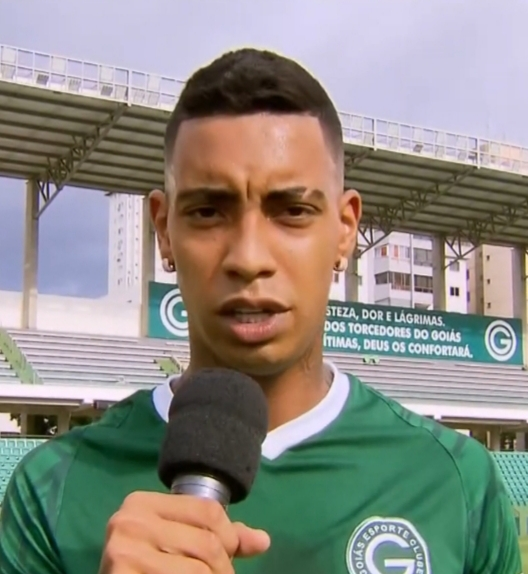
Alef Manga donant una entrevista quan jugava al Goiás el 2021.

A 30 juny 2023
| Equip              | Temporada | Lliga   | Lliga | Estatal | Estatal | Copa    | Copa | Continental | Continental | Altres  | Altres | Total   | Total |
| Equip              | Temporada | Partits | Gols  | Partits | Gols    | Partits | Gols | Partits     | Gols        | Partits | Gols   | Partits | Gols  |
| ------------------ | --------- | ------- | ----- | ------- | ------- | ------- | ---- | ----------- | ----------- | ------- | ------ | ------- | ----- |
| Bandeirante        | 2015      | —       | —     | 9       | 1       | —       | —    | —           | —           | —       | —      | 9       | 1     |
| Bandeirante        | Total     | —       | —     | 9       | 1       | —       | —    | —           | —           | —       | —      | 9       | 1     |
| Jabaquara          | 2016      | —       | —     | 16      | 6       | —       | —    | —           | —           | —       | —      | 16      | 6     |
| Jabaquara          | Total     | —       | —     | 16      | 6       | —       | —    | —           | —           | —       | —      | 16      | 6     |
| Cascavel CR        | 2017      | —       | —     | 13      | 9       | —       | —    | —           | —           | —       | —      | 13      | 9     |
| Cascavel CR        | Total     | —       | —     | 13      | 9       | —       | —    | —           | —           | —       | —      | 13      | 9     |
| Maringá FC         | 2017      | —       | —     | —       | —       | —       | —    | —           | —           | 12      | 11     | 12      | 11    |
| Maringá FC         | 2018      | 2       | 0     | —       | —       | —       | —    | —           | —           | —       | —      | 2       | 0     |
| Maringá FC         | Total     | 2       | 0     | —       | —       | —       | —    | —           | —           | 12      | 11     | 14      | 0     |
| FC Cascavel        | 2018      | —       | —     | 9       | 1       | —       | —    | —           | —           | —       | —      | 9       | 1     |
| FC Cascavel        | Total     | —       | —     | 9       | 1       | —       | —    | —           | —           | —       | —      | 9       | 1     |
| UD Oliveirense     | 2018-19   | 3       | 0     | —       | —       | —       | —    | —           | —           | —       | —      | 3       | 0     |
| UD Oliveirense     | Total     | 3       | 0     | —       | —       | —       | —    | —           | —           | —       | —      | 3       | 0     |
| Coruripe           | 2019      | —       | —     | 9       | 3       | —       | —    | —           | —           | —       | —      | 9       | 3     |
| Coruripe           | 2020      | 1       | 0     | 2       | 0       | —       | —    | —           | —           | —       | —      | 3       | 0     |
| Coruripe           | Total     | 1       | 0     | 11      | 3       | —       | —    | —           | —           | —       | —      | 12      | 3     |
| ASA (cedit)        | 2019      | 7       | 2     | —       | —       | —       | —    | —           | —           | —       | —      | 7       | 2     |
| ASA (cedit)        | Total     | 7       | 2     | —       | —       | —       | —    | —           | —           | —       | —      | 7       | 2     |
| Portuguesa (cedit) | 2019      | —       | —     | —       | —       | —       | —    | —           | —           | 0       | 0      | 0       | 0     |
| Portuguesa (cedit) | Total     | —       | —     | —       | —       | —       | —    | —           | —           | 0       | 0      | 0       | 0     |
| Resende (cedit)    | 2020      | 0       | 0     | 9       | 2       | —       | —    | —           | —           | —       | —      | 9       | 2     |
| Resende (cedit)    | Total     | 0       | 0     | 9       | 2       | —       | —    | —           | —           | —       | —      | 9       | 2     |
| Volta Redonda      | 2020      | 9       | 6     | —       | —       | —       | —    | —           | —           | —       | —      | 9       | 6     |
| Volta Redonda      | 2021      | 0       | 0     | 11      | 9       | 2       | 3    | —           | —           | —       | —      | 13      | 12    |
| Volta Redonda      | Total     | 9       | 6     | 11      | 9       | 2       | 3    | —           | —           | —       | —      | 22      | 18    |
| Goiás (cedit)      | 2021      | 34      | 10    | —       | —       | —       | —    | —           | —           | —       | —      | 34      | 10    |
| Goiás (cedit)      | Total     | 34      | 10    | —       | —       | —       | —    | —           | —           | —       | —      | 34      | 10    |
| Coritiba           | 2022      | 35      | 9     | 15      | 6       | 4       | 1    | —           | —           | —       | —      | 54      | 16    |
| Coritiba           | 2023*     | 8*      | 2*    | 11      | 4       | 4       | 5    | —           | —           | —       | —      | 23*     | 11*   |
| Coritiba           | Total     | 43      | 10    | 26      | 10      | 8       | 6    | —           | —           | —       | —      | 77      | 27    |
| Total              | Total     | 99      | 29    | 104     | 41      | 10      | 9    | 0           | 0           | 12      | 11     | 225     | 90    |

Competicions

1. ↑  Copa FPF
2. ↑  Copa Paulista

## Palmarès

### Clubs
Maringá FC
- 1 Copa FPF: 2017

Coritiba FC
- 1 Campionat Paranaense: 2022

### Premis individuals
- Màxim golejador de la segona divisió Paranaense: 2017 (9 gols)
- Màxim golejador de la Copa FPF: 2017 (11 gols)